# Silvia Chivás
Silvia Chivás Baró (* 10. September 1954 in Guantánamo) ist eine kubanische Leichtathletin und olympische Medaillengewinnerin im Sprint.
Ihr erster internationaler Wettbewerb waren 1971 die Zentralamerika- und Karibikmeisterschaften in Kingston (Jamaika), wo sie im 100-Meter- und 200-Meter-Lauf jeweils Silber und in der 4-mal-100-Meter-Staffel Gold gewann. Im selben Jahr errang sie bei den Panamerikanischen Spielen im kolumbianischen Cali die Bronzemedaille im 100-Meter-Lauf sowie die Silbermedaille in der Staffel. Im Alter von 16 ½ Jahren stellte sie den kubanischen Rekord von 11,3 Sekunden ein. Bei den XX. Olympischen Sommerspielen 1972 in München gewann sie an ihrem 18. Geburtstag die Bronzemedaille über 100 Meter hinter der in neuer Weltrekordzeit siegenden Deutschen Renate Stecher und der Australierin Raelene Boyle. In der 4-mal-100-Meter-Staffel gewann Chivás ebenfalls die Bronzemedaille, zusammen mit ihren Teamkolleginnen Marlene Elejarde, Carmen Valdés und Fulgencia Romay.
Die Zentralamerika- und Karibikspiele 1974 in Santo Domingo schloss sie mit dem Gewinn von Silber über 100 Meter hinter Valdés und Gold in der Staffel ab. Bei den Panamerikanischen Spielen 1975 in Mexiko-Stadt verpasste sie Einzelmedaillen, gewann aber mit der Staffel Silber. Bei den Olympischen Sommerspielen 1976 in Montreal kam sie in den Einzelläufen sowie mit der Staffel nicht über das Halbfinale hinaus. 1977 war sie die erste Kubanerin, die die 200-Meter-Strecke unter 23 Sekunden lief. Dieser nationale Rekord hatte über zwanzig Jahre Bestand. Im selben Jahr stellte sie in Sofia auch im 100-Meter-Lauf mit 11,16 Sekunden ihre Karrierebestleistung auf. Bei den Zentralamerika- und Karibikspielen 1978 in Medellín gewann sie drei Goldmedaillen. Ihre letzten Wettrennen bestritt sie bei den Panamerikanischen Spielen 1979 in San Juan (Puerto Rico), wo sie sich mit dem vierten Rang über 100 Meter und der Silbermedaille in der Staffel vom aktiven Sport verabschiedete.
Sie beendete ihre Karriere als Leistungssportlerin bereits im Alter von erst 24 Jahren – nach eigener Aussage, weil sie sich wegen ihrer auf Ablehnung stoßenden Art, ihre Meinung offen auszusprechen, unter Druck gesetzt sah. Sie erwarb einen Hochschulabschluss in Wirtschaftswissenschaften und war vorübergehend als Leichtathletiktrainerin tätig, bevor sie sich schließlich der Pflege ihres gesundheitlich eingeschränkten Ehemanns widmete, der sie zu ihrer aktiven Zeit als einer ihrer Trainer betreut hatte. Sie ist Mutter von zwei Kindern.